# Shirley Douglas
Shirley Douglas OC (Weyburn, 1934. április 2. – Toronto, 2020. április 5.) kanadai színésznő. 

## Filmográfia

### Film
| Év   | Magyar cím               | Eredeti cím                   | Szerep            |
| ---- | ------------------------ | ----------------------------- | ----------------- |
| 1955 |                          | Joe MacBeth                   | Patsy             |
| 1962 | Lolita                   | Lolita                        | Mrs. Starch       |
| 1983 |                          | The Wars                      | Mrs. Lawson       |
| 1988 | Két test, egy lélek      | Dead Ringers                  | Laura             |
| 1988 |                          | Shadow Dancing                | Nicole            |
| 1992 |                          | Passage of the Heart          | Katherine Ward    |
| 1992 |                          | The Shower                    | Marie             |
| 1994 |                          | Mesmer                        | DuBarry hercegné  |
| 1998 | Barney nagy kalandja     | Barney's Great Adventure      | nagymama          |
| 2000 |                          | Woman Wanted                  | Peg               |
| 2000 |                          | The Law of Enclosures         | Myra              |
| 2000 | Franklin és a Zöld Lovag | Franklin and the Green Knight | narrátor (hangja) |

### Televízió
| Év        | Magyar cím         | Eredeti cím                             | Szerep                | Megjegyzések                               |
| --------- | ------------------ | --------------------------------------- | --------------------- | ------------------------------------------ |
| 1955      |                    | Douglas Fairbanks, Jr., Presents        | Molly Gaines          | 1 epizód                                   |
| 1978      |                    | Nellie McClung                          | Nellie McClung        | tévéfilm                                   |
| 1982      |                    | Hangin' In                              | Mrs. Ricardo          | 1 epizód                                   |
| 1986      |                    | Turning to Stone                        | Lena                  | tévéfilm                                   |
| 1986      | Hülyék gyülekezete | Loose Ends                              | Szét testvér felesége | - tévéfilm - magyar hangja: - Várnagy Kati |
| 1987      |                    | Really Weird Tales                      | Edna Besley           | tévéfilm                                   |
| 1989      |                    | Alfred Hitchcock Presents               | Monica Logan          | 1 epizód                                   |
| 1990–1991 |                    | Street Legal                            | Mayor Riley           | 4 epizód                                   |
| 1992      | Váratlan utazás    | Road to Avonlea                         | Miss Cavendish        | 1 epizód                                   |
| 1992      |                    | The Hat Squad                           | Kitty                 | 1 epizód                                   |
| 1993      |                    | Shattered Trust: The Shari Karney Story | Vivian Karney         | tévéfilm                                   |
| 1995      |                    | Redwood Curtain                         | Schyler Noyes         | tévéfilm                                   |
| 1995      | Johnny és lánya    | Johnny's Girl                           | Mrs. Hardwick         | tévéfilm                                   |
| 1996–1997 | Flash Gordon       | Flash Gordon                            | egyéb hangok          | 25 epizód                                  |
| 1996–2001 | Szelek szárnyán    | Wind at My Back                         | May Bailey            | főszereplő                                 |
| 1998      |                    | Silver Surfer                           | Infectia (hangja)     |                                            |
| 1998–2000 | Franklin           | Franklin                                | narrátor              | 20 epizód                                  |
| 1999      | Árnyak tava        | Shadow Lake                             | Margaret Richards     | tévéfilm                                   |
| 2000      |                    | A House Divided                         | Elizabeth Dickson     | tévéfilm                                   |
| 2001      |                    | Made in Canada                          | Cybill Thornbush      | 1 epizód                                   |
| 2002      | A karácsonyi cipő  | The Christmas Shoes                     | Ellen Layton          | tévéfilm                                   |
| 2002      |                    | Robson Arms                             | Pauline Dubois        | 4 epizód                                   |
| 2005–2008 |                    | Corner Gas                              | Peg                   | 2 epizód                                   |
| 2006      | A terror útjai     | The Path to 9/11                        | Madeleine Albright    | kétrészes minisorozat                      |
| 2008      | A Degrassi gimi    | Degrassi: The Next Generation           | Dunwoody professzor   | 1 epizód                                   |

## Fordítás
- Ez a szócikk részben vagy egészben  a   Shirley Douglas című angol Wikipédia-szócikk ezen változatának fordításán alapul.  Az eredeti cikk szerkesztőit annak laptörténete sorolja fel. Ez a jelzés csupán a megfogalmazás eredetét és a szerzői jogokat jelzi, nem szolgál a cikkben szereplő információk forrásmegjelöléseként.